# كستناء كاليفورنيا
كستناء كاليفورنيا، المعروفة أيضا ب بك آي كاليفورنيا  أو كستناء الحصان كاليفورنيا، هو نوع واطن من بك آي في كاليفورنيا وجنوب غرب ولاية أوريغون.

## وصلات خارجية
- Jepson Flora Project: Aesculus californica
- USDA Plants Profile for Aesculus californica (California buckeye)
- Calflora database — Aesculus californica
- Interactive Distribution Map of Aesculus californica
- Aesculus californica — U.C. Photo gallery